# Distretto di Alto Selva Alegre
Il distretto di Alto Selva Alegre è uno  distretti della provincia di Arequipa, in Perù. Si trova nella regione di Arequipa e si estende su una superficie di 6,98 chilometri quadrati.

Istituito il 16 novembre 1992, ha per capitale la città di Selva Alegre; nel censimento 2005 contava 72.818 abitanti.